# Pleśna, West Pomeranian Voivodeship
Pleśna [ˈplɛɕna] (tiếng Đức: Pleushagen) là một ngôi làng thuộc khu hành chính của Gmina Będzino, thuộc quận Koszalin, West Pomeranian Voivodeship, ở phía tây bắc Ba Lan.
Nó nằm ở vùng lịch sử Farther Pomerania (Pomorze Tylne) gần bờ biển Baltic, khoảng 11 kilômét (7 mi) phía tây Będzino, 24 km (15 mi) phía tây Koszalin và 123 km (76 mi) về phía đông bắc của thủ đô khu vực Szczecin. Làng có dân số 30 người.
Việc giải quyết được đề cập lần đầu tiên trong chứng thư năm 1334, khi các điền trang được chuyển sang các tài sản do Hoàng tử-Giám mục Cammin nắm giữ. Trước năm 1945, khu vực này là một phần của Đức. Dưới thời chính quyền Đức Quốc xã, nơi này tạm thời được đổi tên thành Roonshagen và trở thành địa điểm chứng minh Luftwaffe. Đối với lịch sử của khu vực, xem Lịch sử của Pomerania.

## Cư dân đáng chú ý
- Albrecht von Roon (1803-1879), tướng quân và chính trị gia người Phổ.

1. ↑  "Central Statistical Office (GUS) - TERYT (National Register of Territorial Land Apportionment Journal)" (bằng tiếng Ba Lan). ngày 1 tháng 6 năm 2008.